# Leona Paraminski
Leona Paraminski, född 22 augusti 1979 i Zagreb är en kroatisk skådespelare.
Paraminski debuterade 1999 i filmen Madonna.